# Lichmera
A Lichmera a madarak osztályának verébalakúak (Passeriformes) rendjébe és a mézevőfélék (Meliphagidae) családjába tartozó nem.

## Rendszerezésük
A nemet Jean Cabanis írta le 1851-ben, az alábbi fajok tartoznak ide:
- timori mézevő (Lichmera flavicans)
- Finsch-mézevő (Lichmera notabilis)
- Salvadori-mézevő (Lichmera squamata)
- foltosfülű mézevő (Lichmera alboauricularis)
- szürkefülű mézevő (Lichmera incana)
- indonéz mézevő (Lichmera limbata vagy Lichmera indistincta limbata)
- barna mézevő (Lichmera indistincta)
- ezüstfülű mézevő (Lichmera argentauris)
- burui mézevő (Lichmera deningeri)
- serami mézevő (Lichmera monticola)
- lomboki mézevő (Lichmera lombokia)